# 진폐
진폐(塵肺)는 허파에 먼지가 쌓여 일어나는 증상이다.
2013년 기준으로 진폐증으로 사망한 사람은 260,000명에 달했다. 이 중에서 46,000명이 규폐증 (규토 가루)으로, 24,000명이 석면폐 (석면 가루)로, 25,000명이 탄갱진폐증(석탄 가루)로 사망했다.

## 유형
먼지의 유형에 따라 질환의 명칭이 각각 달라진다.
- 탄갱진폐증  (또는 탄분증) — 석탄과 탄소
- 석면폐 — 석면
- 규폐증 — 이산화규소 내지는 규토
- 보크사이트섬유증 — 보크사이트
- 베릴륨진폐증 — 베릴륨
- 철분진폐증 (철침착증) — 철분
- 면폐증 — 면
- 철규폐증 — 이산화규소와 철분이 섞인 먼지
- 래브라도규폐증 (캐나다 래브라도의 광부들이 걸림) — 철분과 이산화규소, 석면의 일종인 안소필라이트가 섞인 먼지
- 주석폐증 — 산화 주석
- 분출화산재 진폐증

## 같이 보기
- 뉴모노울트라마이크로스코픽실리코볼케이노코니오시스 (Pneumonoultramicroscopicsilicovolcanoconiosis)